# Marcela Valladolid
Marcela Luz Valladolid-Rodriguez (sinh ngày 19 tháng 7 năm 1978) là một đầu bếp và là tác giả người Mỹ. Cô từng là người dẫn chương trình truyền hình Food Network Mexico Made Easy và là giám khảo của loạt phim truyền hình Food Network Best Baker in America.

## Thời niên thiếu
Valladolid-Rodriguez sinh ra ở San Diego, California. Họ của cha cô là Valladolid và tên thời con gái của mẹ cô là Rodriguez, vì vậy tên của cô theo phong tục đặt tên của truyền thống đặt tên Tây Ban Nha và Latinh và theo hai họ là Marcela Valladolid Rodriguez. Sở thích theo đuổi sự nghiệp đầu bếp của cô được khơi dậy khi cô bắt đầu làm việc tại trường dạy nấu ăn của dì Marcela ở Tijuana, Mexico. Valladolid-Rodriguez tốt nghiệp tại Học viện Ẩm thực Los Angeles với tư cách "Đầu bếp được chứng nhận"  và sau đó chuyển đến Paris, Pháp đây là nơi cô tốt nghiệp với tư cách là một đầu bếp bánh ngọt đã được đào tạo tại Trường dạy nấu ăn Ritz-Escoffier.
Sau đó, cô trở lại Tijuana và bắt đầu thành lập công ty cung cấp dịch vụ ăn uống của riêng mình và dạy kỹ thuật nấu ăn cho các lớp học gồm 40 sinh viên sống tại nhà cô ở đó.

## Sự nghiệp
Valladolid-Rodriguez gia nhập đội ngũ nhân viên của tạp chí Bon Appétit với tư cách là biên tập viên và nhà tạo mẫu công thức nấu ăn. Cô cũng tham gia loạt phim The Apprentice: Martha Stewart năm 2005, trong đó cô đứng ở vị trí thứ tư.
Chương trình nấu ăn đầu tiên của Valladolid-Rodriguez là "Relatos con Sabor "trên Discovery en Español, được phát sóng ở Mỹ và Mỹ Latinh. Trong loạt phim, cô đã cho người xem thấy cách các ngôi nhà địa phương ở Tây Ban Nha bảo tồn và cô đã làm sống lại các công thức nấu ăn truyền thống.
Cuốn sách nấu ăn đầu tiên của Valladolid-Rodriguez là "Fresh Mexico": 100 Simple Recipes for True Mexico Flavour, ra mắt vào tháng 8 năm 2009  và kể từ đó đã nhận được nhiều đánh giá tích cực từ khán giả.
Chương trình nấu ăn thứ hai của Valladolid-Rodriguez, "Mexican Made Easy", ra mắt vào tháng 1 năm 2010 trên Food Network. Cuốn sách nấu ăn thứ hai của cô là "Mexican Made Easy" được phát hành vào tháng 9 năm 2011 như một cuốn sách đồng hành cùng với chương trình của cô. Cả cuốn sách và chương trình của Valladolid- Rodriguez  được quay ở San Diego đều được thiết kế để cho thế giới thấy rằng không có "pho mát vàng" trong cách nấu ăn truyền thống của Mexico và phong cách ẩm thực Mexico của cô ấy có thể được thực hiện với "hương vị tươi mới phù hợp với tất cả." 
Valladolid-Rodriguez cũng đã xuất hiện trong các chương trình Food Network khác. Trên Throwdown! với Bobby Flay, cô ấy là giám khảo cho một cuộc thi theo chủ đề taco cá. Cô và Flay đã hợp tác để đánh bại Masaharu Morimoto và đồng đội Andrew Zimmern trong phiên bản đầu năm mới của Iron Chef Mỹ năm 2012. Cũng trong năm 2012, cô tham gia cuộc thi Chopped phiên bản dành cho người nổi tiếng, trong đó cô đã tiến vào vòng cuối cùng và đứng thứ hai trong số bốn đối thủ. Năm 2013, cô làm giám khảo cho Guy's Grocery Games.
Valladolid-Rodriguez là một trong hai giám khảo của cuộc thi nấu ăn truyền hình thực tế của đài CBS The American Baking Competition.
Vào ngày 27 tháng 11 năm 2013, Valladolid-Rodriguez là khách mời trong tập Lễ Tạ ơn của The Price Is Right, và trước đó rất lâu là một thí sinh tham gia trò chơi "That Too Much" năm 2004, giành được một chiếc xe hơi.
Vào tháng 1 năm 2014, Valladolid-Rodriguez  ra mắt với tư cách là một trong những người đồng dẫn chương trình mới The Kitchen của Food Network. và rời chương trình vào tháng 10 năm 2017.

## Đời sống cá nhân
Valladolid-Rodriguez sống ở Chula Vista, California.
Cô đã đính hôn với Philip Button và có ba người con: 2 trai tên là Fausto và David và một con gái tên là Anna
Năm 2013, Valladolid-Rodriguez có một cuộc tình ngắn ngủi với người đồng tổ chức cuộc thi Làm bánh Mỹ tên Paul Hollywood. Paul Hollywood và vợ tạm thời ly thân vì vụ ngoại tình trước khi hòa giải, nhưng nó đã được trích dẫn trong tin tức về cuộc chia tay thứ hai của họ vào năm 2017.

## Liên kết bên ngoài
- Trang web cá nhân
- Marcela Valladolid trên Twitter